# IP4

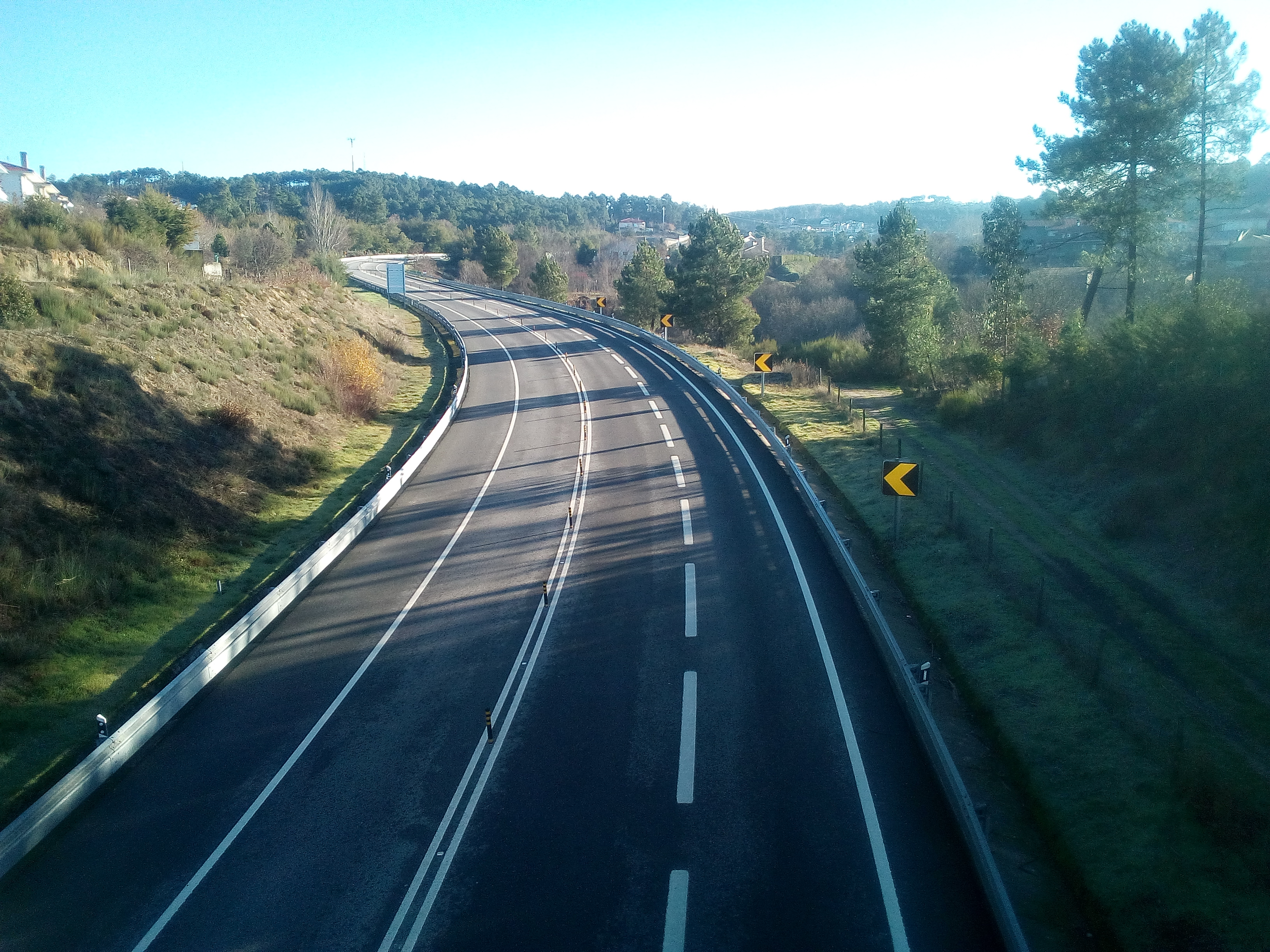
O IP 4 nos arredores de Vila Real

O IP4 - Itinerário Principal n.º 4 é um Itinerário Principal de Portugal.
O seu trajecto liga actualmente Padronelo (Amarante) a Mouçós (Vila Real). Pensada para ligar Matosinhos à fronteira de Bragança, em Quintanilha, o IP 4 apenas foi sinalizado com esse nome no seu percurso em via rápida, entre Amarante este e a fronteira. De Amarante até Matosinhos, a via foi construída de raiz em formato de auto-estrada e sinalizada como   A 4 .
Entre os anos de 2010 e 2013, o IP 4 sofreu obras de transformação que possibilitaram a extensão da  A 4  pela região de Trás-os-Montes e Alto Douro. Todo o seu percurso foi transformado em auto-estrada, à excepção de dois troços. Um é o que engloba o atravessamento da Serra do Marão pelo Alto de Espinho e a Variante de Vila Real, que serve atualmente de alternativa gratuita à chamada "Auto-Estrada do Marão"- nome pelo qual é conhecida a  A 4  entre Padronelo e Vila Real, que atravessa a serra através do Túnel do Marão, inaugurado em Maio de 2016.
O outro troço remanescente do IP 4 - a variante de Bragança, foi re-sinalizado como variante à EN103 após a construção da variante da A4 que contorna a cidade pelo sul.
Imediatamente antes da transformação em auto-estrada, o troço que atravessa a Serra do Marão, um dos mais perigosos do país, sofreu profundas obras de requalificação que aumentaram os níveis de segurança e diminuíram fortemente a sinistralidade, nomeadamente através da separação física dos sentidos de tráfego com a colocação de pilaretes; a reformulação das zonas de ultrapassagem, que passaram a existir quer na subida quer na descida da serra, aumentando a fluidez de tráfego; e ainda o reforço da sinalização das curvas mais perigosas, localizadas entre Aboadela e Ansiães.

## História
O troço mais antigo do  IP 4 , entre o Pontão de Lamas e Quintela de Lampaças, tinha apenas 7 km e foi construído na década de 1980. A este troço foram acrescentados mais 7 km em 1987, com a construção da via rápida entre Quintela de Lampaças e Santa Comba de Rossas. Em Novembro do mesmo ano foi inaugurado, na Serra do Marão, o troço entre o Alto de Espinho e Campeã. Em 1988 abriu ao tráfego a via rápida entre Santa Comba de Rossas e a cidade de Bragança. No final desse ano foi aberto o troço entre Amarante e o Alto de Espinho, passando a haver finalmente uma alternativa ao sinuoso traçado da EN 15 pela serra, conhecido como "Voltinhas do Marão", o que constituiu uma verdadeira revolução nas acessibilidades a Trás-os-Montes.
Foi preciso esperar até à década de 90 para que o IP 4 voltasse a avançar. No ano de 1993 abriu ao tráfego o troço entre Mirandela e o Pontão de Lamas, concluindo a ligação entre esta cidade e Bragança. Só dois anos depois, em 1995, ficou concluída a via rápida entre Vila Real e Mirandela, que incluía os dois emblemáticos viadutos sobre os rios Corgo e Tinhela. 
De Bragança à fronteira de Quintanilha a via só avançou no final da década, com a abertura dos troços Bragança-Rio Frio (1999) e Rio Frio-Quintanilha (2000). O IP 4 só ficaria verdadeiramente concluído com a conclusão da Ponte Internacional de Quintanilha, em Julho de 2009- 25 anos depois da abertura do primeiro troço.
Apenas dois anos depois, o IP 4 já estava a ser transformado em auto-estrada entre Mouçós e Bragança e entre Bragança e Quintanilha, dando origem à actual A4, que se sobrepõe ao antigo IP4 em toda a sua extensão, à excepção dos troços Padronelo-Mouçós (onde serve de alternativa ao Túnel do Marão e ao Viaduto do Corgo) e da variante norte de Bragança (onde serve de alternativa à variante sul de Bragança da A 4).

## Traçado

### Padronelo - Vila Real nascente
| Saída | km  | Destinos                                                                                 | Estrada que liga |
| ----- | --- | ---------------------------------------------------------------------------------------- | ---------------- |
|       | 63  | Porto Amarante                                                                           | A 4              |
| 19    | 67  | Aboadela / Sanche                                                                        | M 574            |
| 20    | 71  | Ansiães                                                                                  | N 15             |
| 21    | 76  | Marão / Pousada                                                                          | N 15             |
| 22    | 84  | Mondim de Basto Campeã Alvão A 4                                                         | N 304            |
| 23    | 88  | Arrabães Torgueda Pena                                                                   | N 15             |
| 23A   | 91  | Bragança/Vila Real                                                                       | A 4              |
| 24    | 93  | Parada de Cunhos / Vila Real (Mte. Forca) Santa Marta de Penaguião / Régua               | N 2              |
| 25    | 95  | Vila Real centro (via Av. da Noruega) Lordelo / Hospital                                 |                  |
| 26    | 97  | Vila Real norte (via av. do Reg. Inf. 13) Chaves ( N 322 ) Palácio de Mateus / Sabrosa   | N 2              |
| 27    | 101 | Vila Pouca de Aguiar / Chaves Régua / Lamego / Viseu                                     | A 24             |
| 28    | 103 | Vila Real nascente / Mouçós                                                              | N 15             |
|       | 105 | Murça / Mirandela / Bragança ( IC 5 ) Alijó / Miranda do Douro ( IP 2 ) Foz Côa / Guarda | A 4              |

### Variante de Bragança (re-sinalizada como N103)
| Saída | km  | Destinos                                                                          | Estrada que liga |
| ----- | --- | --------------------------------------------------------------------------------- | ---------------- |
|       | 207 | M. Cavaleiros / Vila Real / Porto Quintanilha / ESPANHA (via Samora)              | A 4              |
| 2     | 208 | Bragança sul (via Av. das Cantarias)                                              | N 15             |
| 1     | 213 | Bragança centro (via Av. Abade de Baçal) Vinhais / Chaves                         | N 103            |
| ?     | 217 | Bragança norte (via Av. Forças Armadas) Portelo / ESPANHA (via Pobla de Sanâbria) | N 103-1          |
| ?     | 219 | Bragança nascente (via Av. do Sabor) aeródromo / Gimonde ( N 218-1 ) Rio de Onor  | N 218            |
|       | 222 | Bragança sul / Vila Real / Porto Quintanilha / ESPANHA (via Samora)               | A 4              |

## Estado dos troços

### IP 4 - Matosinhos / Quintanilha (fronteira)
| Troço                                      | Situação                                                                                                | km |
| ------------------------------------------ | --- | -- |
| Matosinhos ( A 28 ) – Águas Santas ( A 3 ) | Em serviço (11/2006) Formato de autoestrada ( A 4 )                                                     | 9  |
| Águas Santas ( A 3 ) – Campo               | Em serviço (11/1990) Formato de autoestrada ( A 4 )                                                     | 12 |
| Campo - Penafiel                           | Em serviço (09/1991) Formato de autoestrada ( A 4 )                                                     | 17 |
| Penafiel - Amarante este                   | Em serviço (09/1995) Formato de autoestrada ( A 4 )                                                     | 22 |
| Amarante este - Padronelo                  | Em serviço (12/1988) como via rápida ( IP 4 ) Duplicado (11/2010) para formato de autoestrada ( A 4 )   | 3  |
| Padronelo – Alto de Espinho                | Em serviço (12/1988) Formato de via rápida ( IP 4 )                                                     | 19 |
| Alto de Espinho – Campeã                   | Em serviço (11/1987) Formato de via rápida ( IP 4 )                                                     | 7  |
| Campeã – Vila Real este                    | Em serviço (12/1988) Formato de via rápida ( IP 4 )                                                     | 19 |
| Vila Real este – Mirandela                 | Em serviço (05/1995) como via rápida ( IP 4 ) Duplicado (2012-2013) para formato de autoestrada ( A 4 ) | 47 |
| Mirandela – Bragança                       | Em serviço (12/1995) como via rápida ( IP 4 ) Duplicado (2012-2013) para formato de autoestrada ( A 4 ) | 57 |
| Bragança – Rio Frio                        | Em serviço (23/07/1999) como via rápida ( IP 4 ) Duplicado (2012) para formato de autoestrada ( A 4 )   | 24 |
| Rio Frio – Quintanilha                     | Em serviço (2000) como via rápida ( IP 4 ) Duplicado para formato de autoestrada ( A 4 ) (2012)         | 4  |
| Ponte Internacional de Quintanilha         | Em serviço (24/07/2009) Renomeado em 2012 como A 4                                                      | 1  |